# 越前白浜港高佐第四防波堤照射灯
越前白浜港高佐第四防波堤照射灯（えちぜんしらはまこうたかさだいよんぼうはていしょうしゃとう）は、
福井県丹生郡越前町の野島崎に立つ白亜塔型の照射塔。

## 歴史
- 1964年（昭和39年）11月29日 高佐第二防波堤灯台として設置、初点灯
- 1993年（平成5年）3月15日 防波堤延長により撤去、移設。灯台から照射灯に名称変更

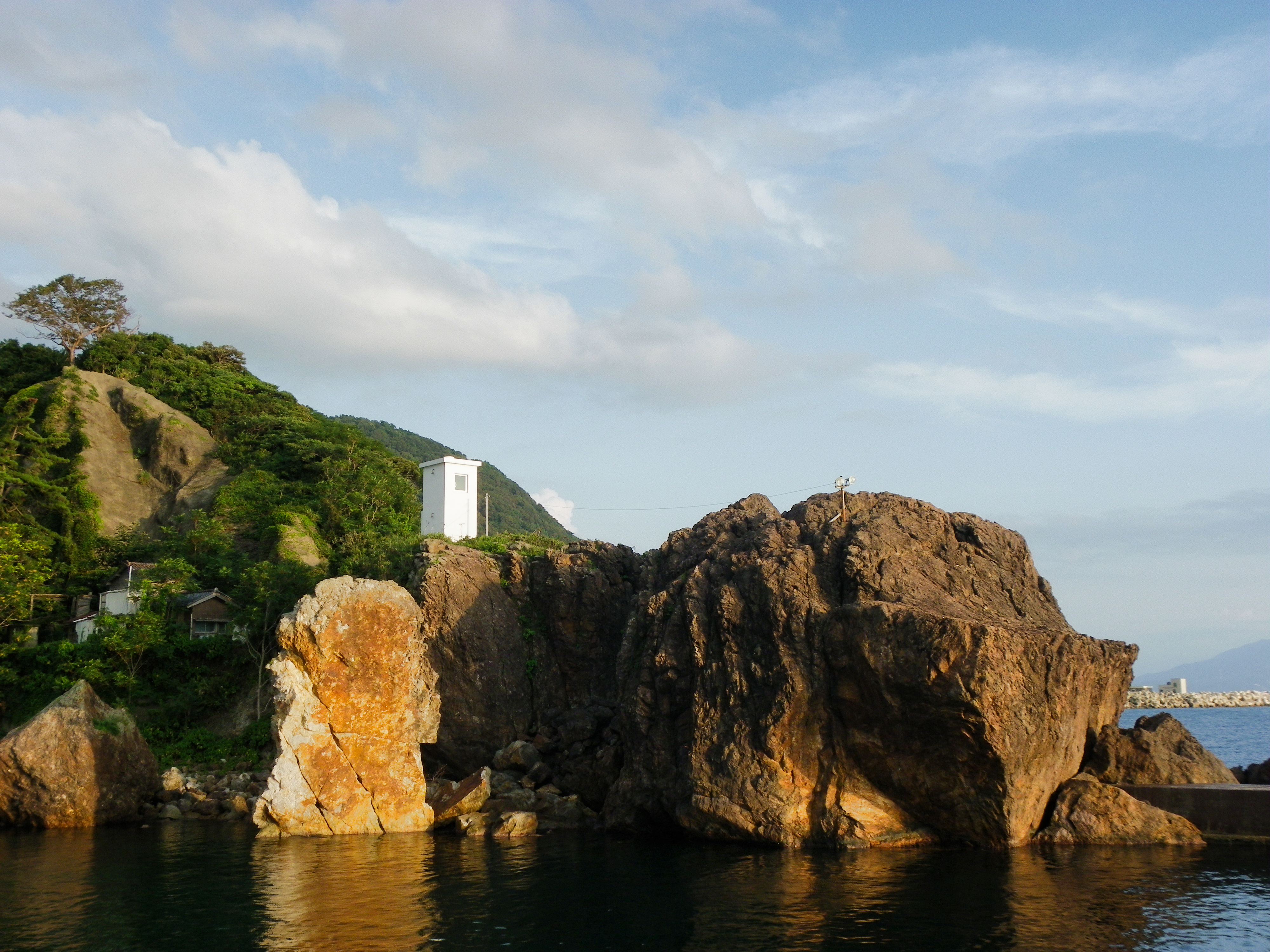
越前白浜港高佐第四防波堤照射灯 遠望

## 周辺情報
- 干飯埼灯台